# Ctenobelba polysetosa
Ctenobelba polysetosa är en kvalsterart som beskrevs av Aoki och Yamamoto 2000. Ctenobelba polysetosa ingår i släktet Ctenobelba och familjen Ctenobelbidae. Inga underarter finns listade i Catalogue of Life.